# New Brunswick and Canada Railway
Die New Brunswick and Canada Railway (NBCR) war eine Eisenbahngesellschaft in der kanadischen Provinz New Brunswick und in Maine (Vereinigte Staaten). Sie wurde am 5. Oktober 1835 zunächst als St. Andrews and Québec Railway gegründet und plante, den Hafen Saint Andrews mit Québec zu verbinden. Die Bauarbeiten begannen 1851 und verliefen sehr langsam. Wie in den britischen Kolonien seinerzeit üblich, entschied man sich für die Kolonialspur (1676 mm).
Als die Gesellschaft 1856 in New Brunswick and Canada Railway umbenannt wurde, fuhren die Züge nur etwa 35 Kilometer bis Dumbarton. Im Juli 1862 war Richmond an der Grenze zu Maine erreicht. 1866 ging eine 31 Kilometer lange Zweigstrecke nach Saint Stephen, einer anderen Hafenstadt westlich von St. Andrews, in Betrieb, die in Besitz der St. Stephen Branch Railway war und von der Eröffnung an durch die NBCR gepachtet wurde. Zwei Jahre später folgte eine weitere Zweigstrecke, die in Debec Junction von der Hauptstrecke abzweigte und über 18 Kilometer bis nach Woodstock führte. Ebenfalls in Debec Junction zweigte ab 1870 eine Strecke nach Houlton ab. Der in Maine liegende etwa fünf Kilometer lange Abschnitt gehörte dabei der Houlton Branch Railroad, die ab dem 28. Juni 1873 formal gepachtet wurde. Das Stück der Hauptstrecke von Debec Junction bis Richmond wurde offenbar daraufhin stillgelegt, dieser knapp zehn Kilometer lange Abschnitt findet sich in den Fahrplänen nur bis 1870. Der Zweig nach Woodstock wurde fahrplantechnisch in die Hauptstrecke integriert, die Züge fuhren dann von St. Andrews nach Woodstock. Die Fortsetzung der Strecke nach Norden wurde in den 1870er und 1880er Jahren durch die New Brunswick Railway gebaut.
Nachdem die seit 1869 in McAdam kreuzende European and North American Railway 1877 auf Normalspur umgespurt worden war, war die NBCR-Strecke ohne Anschluss zu anderen Bahnen in der gleichen Spurweite. Also beschloss man, auch die eigenen Strecken auf Normalspur umzubauen, was 1879 abgeschlossen war.
Am 1. Juli 1882 wurde die NBCR ihrerseits durch die New Brunswick Railway für 999 Jahre gepachtet. Dieser Vertrag ging 1890 auf die Canadian Pacific Railway über. Ab Ende der 1980er Jahre wurden die Strecken bis auf den Abschnitt McAdam–St. Stephen stillgelegt. Dieser Abschnitt wird heute von der New Brunswick Southern Railway genutzt.